# 200 (South Park)
"200" er det femte afsnit af 14. sæson af South Park, og 200. afsnit totalt i serien. Det blev sendt første gang på Comedy Central i USA den 14. april 2010. I afsnittet planlægger Tom Cruise og alle andre kendte, der er blevet gjort grin med i South Park hidtil, at lægge sag an mod byen, men Cruise lover at stoppe sagsanlægget hvis byen kan give dem den muslimske profet Muhammed.
Afsnittet er skrevet og instrueret af en af seriens skabere Trey Parker og blev vurderet til TV-MA L i USA. For at fejre dette skelsættende afsnit, kombinerede Parker og Matt Stone mange af South Parks tidligere storylines og kontroverser. Muhammed-subplottet, der er magen til et der var med i sæson 10-afsnittet "Cartoon Wars", referere til Comedy Central tidligere afvisning af visningen af billeder af Muhammed på netværket, som svar på de protester og trusler der fulgte i kølvandet på de kontroversielle tegninger i 2005 og 2007 af Muhammed i europæiske aviser.
"200" inkluderede mange kendte, der var blevet gjort grin med i tidligere afsnit, heriblandt Cruise, Rob Reiner, Steven Spielberg, Kanye West, Paris Hilton, George Lucas og Mel Gibson. Et ekstra subplot inkluderede at Cartman lærte at han sandsynligvis ikke kender identiteten på hans fader. Det bliver fortalt i sæson 2-afsnittet "Cartman's Mom Is Still a Dirty Slut", at Cartmans hermafrodit-moder er hans far, men det der sker i "200" og det efterfølgende afsnit afslører at det ikke er tilfældet.
"200" modtog flest positive anmeldelser. Ifølge Niels Media Reseach blev afsnittet set af 3,33 millioner seere i USA, hvilket gjorde det til det mest sete kabel-tv-program den aften. Både 200 og det efterfølgende afsnit "201" blev nomineret til Primetime Emmy Award for "Uovertrufen Animeret Program" i 2010. Inden for en uge af første gang afsnittet blev sendt, lagde Revolution Muslim, en radikal muslimsk organization, en besked på deres hjemmeside, hvori de advarede Parker og Stoe om at de kunne risikere at blive myrdet for at have sendt afsnittet, hvilket flere medier og andre opfattede som værende en trussel. Som resultat heraf, censorerede Comedy Central meget af "201", ved at fjerne billeder og referencer til Muhammed.

## Tema

### Kendte
"200" inkluderer mange kendte, der er blevet gjort grin med i tidligere afsnit. En af de mest fremtrædende parodier er på Tom Cruise, der var centrum i niende sæson-afsnittet "Trapped in the Closet". Cruise brugte meget af afsnittet på at gemme sig "i et skab", en reference til rygterne om hans homoseksualitet. I "200" arbejder han på en fudge-fabrik som en "fudge packer", endnu en reference til hans mulige homoseksualitet. Afsnittet afslører også at Cruise hjem hovedsageligt består af skabe, en reference til både homoseksualitet og det originale afsnit hvori Cruise blev gjort til grin.
Andre kendte der blev gjort grin med i "200" inkluderer:
- Skuespiller Ben Affleck ("How to Eat with Your Butt", "Fat Butt and Pancake Head")[6][7][8]
- Filminstruktør Michael Bay ("Imaginationland Episode I", Cartmanland)[6][9]
- Pave Benedict XVI ("Bloody Mary", "Fantastic Easter Special")[10][11]
- al-Qaeda-lederen Osama bin Laden ("Osama bin Laden Has Farty Pants")[6][12]
- Magiker David Blaine ("Super Best Friends")[6][13]
- U2-forsanger Bono ("More Crap")[14][15]
- Sanger/sangskriver Jimmy Buffett ("Tonsil Trouble")[16][17]
- Politiker Hillary Rodham Clinton ("The Snuke")[5][18]
- Advokat Johnnie Cochran ("Chef Aid")[6][19]
- Sanger/sangskriver Phil Collins ("Timmy 2000")[5][20]
- Politiker Gary Condit ("Butters' Very Own Episode")[6][8]
- Komiker Bill Cosby ("Trapper Keeper", "Here Comes the Neighborhood")[5][8]
- Skuespiller Russell Crowe ("The New Terrance and Phillip Movie Trailer")[10][21]
- Skuespiller Michael Douglas ("Sexual Healing")[6][22]
- Skuespiller David Duchovny ("Sexual Healing")[3][23]
- Subway-talsmand Jared Fogle ("Jared Has Aides")[16][24]
- Filmfiguren Indiana Jones ("The China Probrem")[6][25]
- Skuespiller Mel Gibson ("The Passion of the Jew, Imaginationland")[10][26]
- Tv-vært Kathie Lee Gifford ("Weight Gain 4000")[6][8]
- Realitystjerne og hotelarving Paris Hilton ("Stupid Spoiled Whore Video Playset")[14][27]
- Vildt- og dyreekspert Steve Irwin ("Hell on Earth 2006", "Prehistoric Ice Man")[5][28]
- Politiker Jesse Jackson ("With Apologies to Jesse Jackson")[5][29]
- Sanger Michael Jackson ("Dead Celebrities, The Jeffersons")[4][30]
- Skuespillerinde Angelina Jolie ("Lice Capades")[3][31]
- Talk show vært David Letterman ("Sexual Healing")[10][32]
- Filminstruktør George Lucas ("Free Hat", "The China Probrem")[2][33][34]
- Skuespillerinde Liza Minnelli ("Freak Strike")[5][35]
- Disney-maskotten Mickey Mouse ("The Ring")[10][36]
- Skuespillerinde og tv-værtinde Rosie O'Donnell ("Trapper Keeper")[30][37]
- Singer and activist Yoko Ono ("Worldwide Recorder Concert")
- Skuespillerinde Sarah Jessica Parker ("The Tale of Scrotie McBoogerballs")[10][38]
- Skuespiller og filminstruktør Robert Redford ("Chef's Chocolate Salty Balls")[6][8]
- Filminstruktør Rob Reiner ("Butt Out")[10][39]
- Skuespiller Michael Richards ("With Apologies to Jesse Jackson")[6][40]
- Skuespillerinde Winona Ryder (South Park: Bigger, Longer & Uncut)[6][41]
- Skuespiller og tv-vært Bob Saget ("Cartman's Mom is a Dirty Slut")[6][8]
- Skuespiller Fred Savage ("Chef's Chocolate Salty Balls")[6][8]
- Skuespiller Charlie Sheen ("Sexual Healing")[3][23]
- Skuespillerinde Brooke Shields (South Park: Bigger, Longer & Uncut)[6][42]
- Filminstruktør M. Night Shyamalan ("Imaginationland Episode I")[6][9]
- Skuespiller og tidligere football-spiller O. J. Simpson ("Butters' Very Own Episode")[6][8]
- Skuespiller og rapper Will Smith ("Here Comes the Neighborhood")[6][8]
- Filminstruktør Steven Spielberg ("Cripple Fight", "Free Hat", "The China Probrem")[2][33][34]
- Sangerinde Britney Spears ("Britney's New Look")[30][43]
- TV-vært Martha Stewart ("Eat, Pray, Queef", "Red Hot Catholic Love")[10][44]
- Skuespillerinde Sally Struthers ("Starvin' Marvin"),("Mecha-Streisand"), ("Starvin' Marvin in Space"), ("The Death of Eric Cartman")[16][45]
- Skuespiller Billy Bob Thornton ("Sexual Healing")[5][23]
- Skuespiller John Travolta ("The Entity", "Trapped in the Closet")[6][8][46]
- Dyrerettighedsforkæmper og miljøforkæmper Paul Watson ("Whale Whores")
- Rapperen Kanye West ("Fishsticks")[47][48]
- Talk show værtinde Oprah Winfrey ("Here Comes the Neighborhood", "A Million Little Fibers")[14][49]
- Professionel golfspiller Tiger Woods ("Sexual Healing")[14][32]

I slutningen af "200", søger de kendte assistance fra sangerinde og skuespillerinde Barbra Streisand, der ligner et to-benet mekanisk monster. Dette er en reference til Streisands første optræden i første sæson i afsnittet "Mecha-Streisand", i hvilken hun transformeres til et monster i stil med Mechagodzilla fra den japansk Godzilla monsterfilms franchise. Mecha-Streisand i "200" er designet med mere sofistikeret computer grafik, en originalen, der var lavet med simpel udklipsstil, ligesom resten af South Park. Selvom Parker og Stone fastholder at de fleste af de kendte de laver grin med i South Park bliver valgt tilfældigt, uden at have noget personligt i mod dem, er Barbra Streisand end af de få de aktivt og heftigt hader. Streisand har til gengæld også været kritisk overfor South Park og dennes portrættering af hende og har anklaget serien for at tilføje "til kynismen og negativiteten i vores kultur, specielt hos børn".